# المنصورة (صنعاء القديمة)

تعديل مصدري - تعديل

حارة المنصورة هي إحدى حارات مدينة صنعاء القديمة، بلغ تعداد سكانها 1427 نسمة حسب تعداد اليمن لعام 2004.